# Кнышево (Вологодская область)
Кнышево — деревня в Кирилловском районе Вологодской области.
Входит в состав Ферапонтовского сельского поселения, с точки зрения административно-территориального деления — в Ферапонтовский сельсовет.
Расстояние по автодороге до районного центра Кириллова — 28 км, до центра муниципального образования Ферапонтово — 6 км. Ближайшие населённые пункты — Родино, Захарьино, Погорелка.
По переписи 2002 года население — 5 человек.